# Convento de Nuestra Señora del Olivar
El Convento de Nuestra Señora del Olivar es un convento situado en la plaza de España, 51, en el municipio de Alacuás. Es Bien de Relevancia Local con identificador número 46.14.005-007.

## Historia
A inicios del siglo XIV se levantó una modesta capilla cerca del lugar donde se habría hallado la imagen de la Virgen del Olivar. La devoción local llevó a la cesión de una parcela de terreno a los Dominicos, los cuales construyeron un convento y establecieron una comunidad. Con ocasión de una visita del Visitador al convento, y debido al gran descuido e indiferencia en el cumplimiento de la regla, hubo un conflicto entre varios religiosos y el Visitador, litigio que resultó en la muerte de este. En vista de estos hechos se mandó cerrar el convento. Todos sus religiosos fueron desterrados.
El convento de Dominicos permaneció muchos años cerrado, pero en el año 1534, la infanta doña Isabel quiso que aquel convento se poblase con religiosos Mínimos y sacó las licencias necesarias. Además mandó rehabilitar el edificio e hizo venir del convento de San Sebastián de Valencia a algunos padres para iniciar una comunidad. Al principio de establecerse la comunidad era muy pobre, pues se mantenía de la caridad pública y de la caridad del señor local, Jaime de Aguilar, quien proporcionó algunas cantidades de trigo. Además dio una cantidad respetable en su testamento de 13 de agosto de 1585. Con estas cantidades se afrontarían grandes obras.
El 5 de abril de 1537 Jaime García de Aguilar, Señor de Alacuás, y Gaspar de Foix, General de los Mínimos, firmaron la Concordia de Fundación del Convento. Don Jaime sería considerado fundador y patrón del convento, comprometiéndose a entregar a los mínimos una iglesia situada junto a Alacuás donde se veneraba a la Virgen del Olivar. Además se comprometía a construir un convento junto a la iglesia. Este debía tener un claustro, doce celdas, refectorio, cocina, sala capitular, enfermería y un huerto contiguo con una extensión de una cahizada (unos 3800 metros cuadrados). Las obligaciones del Señor de Alacuás para el convento incluían la entrega anual de doscientos cántaros de vino, ocho caíces de trigo, doce arrobas de arroz y treinta de aceite, compromiso adquirido a perpetuidad.
A causa de la Ley de Exclaustración de 1835, abandonaron el convento los religiosos mínimos y el edificio permaneció abandonado hasta el año 1878.
En el año 1878 se instaló una comunidad de monjas oblatas que recogía mujeres marginadas para emprender su rehabilitación. Surgió un conflicto entre los vecinos de Alacuás y la comunidad religiosa sobre la titularidad del convento.